# Isogomphodon
Isogomphodon (T.N. Gill, 1862) é um gênero de tubarões extremamente raro de água salobra, da família dos carcarrinídeos (Carcharhinidae) composta por apenas uma única espécie, o tubarão-quati (Isogomphodon oxyrhynchus). A única espécie existente do gênero está ameaçada de extinção.

## Espécies
- Isogomphodon oxyrhynchus